# Альтадена
Альтадена (англ. Altadena) — невключена територія і переписна місцевість (CDP) в США, в окрузі Лос-Анджелес штату Каліфорнія. Населення — 42 846 осіб (2020).

## Географія

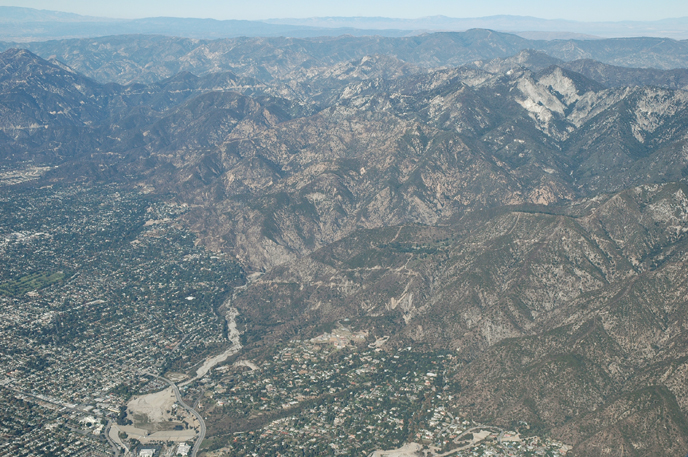
Вид з повітря на Альтадену та Каньйон Етон

Альтадена розташована приблизно за 23 кілометри від ділового центру Лос-Анджелеса за координатами 34°11′32″ пн. ш. 118°8′8″ зх. д. / 34.19222° пн. ш. 118.13556° зх. д. (34.192212, -118.135589).  За даними Бюро перепису населення США в 2010 році переписна місцевість мала площу 22,61 км², з яких 22,57 км² — суходіл та 0,04 км² — водойми.

### Клімат
| Клімат : Альтадена      | Клімат : Альтадена | Клімат : Альтадена | Клімат : Альтадена | Клімат : Альтадена | Клімат : Альтадена | Клімат : Альтадена | Клімат : Альтадена | Клімат : Альтадена | Клімат : Альтадена | Клімат : Альтадена | Клімат : Альтадена | Клімат : Альтадена | Клімат : Альтадена |
| Показник                | Січ.               | Лют.               | Бер.               | Квіт.              | Трав.              | Черв.              | Лип.               | Серп.              | Вер.               | Жовт.              | Лист.              | Груд.              | Рік                |
| Абсолютний максимум, °C | 33,9               | 33,3               | 36,7               | 40,6               | 40,0               | 45,0               | 43,3               | 41,7               | 43,9               | 42,2               | 38,3               | 33,9               | 45,0               |
| Середній максимум, °C   | 19,2               | 19,9               | 21,1               | 23,0               | 24,6               | 27,6               | 31,3               | 31,8               | 30,6               | 27,0               | 23,2               | 19,6               | 24,9               |
| Середній мінімум, °C    | 5,9                | 6,7                | 7,7                | 9,3                | 11,2               | 13,2               | 15,5               | 15,7               | 14,7               | 11,9               | 8,4                | 6,2                | 10,6               |
| Абсолютний мінімум, °C  | −6,1               | −3,3               | −1,7               | −0,6               | 0,0                | 5,0                | 7,2                | 6,1                | 5,0                | 2,2                | −3,3               | −3,9               | −6,1               |
| Днів з дощем            | 7,2                | 6,7                | 7,7                | 4,1                | 2,8                | 1,6                | 0,5                | 0,7                | 1,7                | 2,6                | 3,4                | 4,8                | 43,8               |
| ----------------------- | ------------------ | ------------------ | ------------------ | ------------------ | ------------------ | ------------------ | ------------------ | ------------------ | ------------------ | ------------------ | ------------------ | ------------------ | ------------------ |
| Джерело: WRCC           |                    |                    |                    |                    |                    |                    |                    |                    |                    |                    |                    |                    |                    |

## Демографія

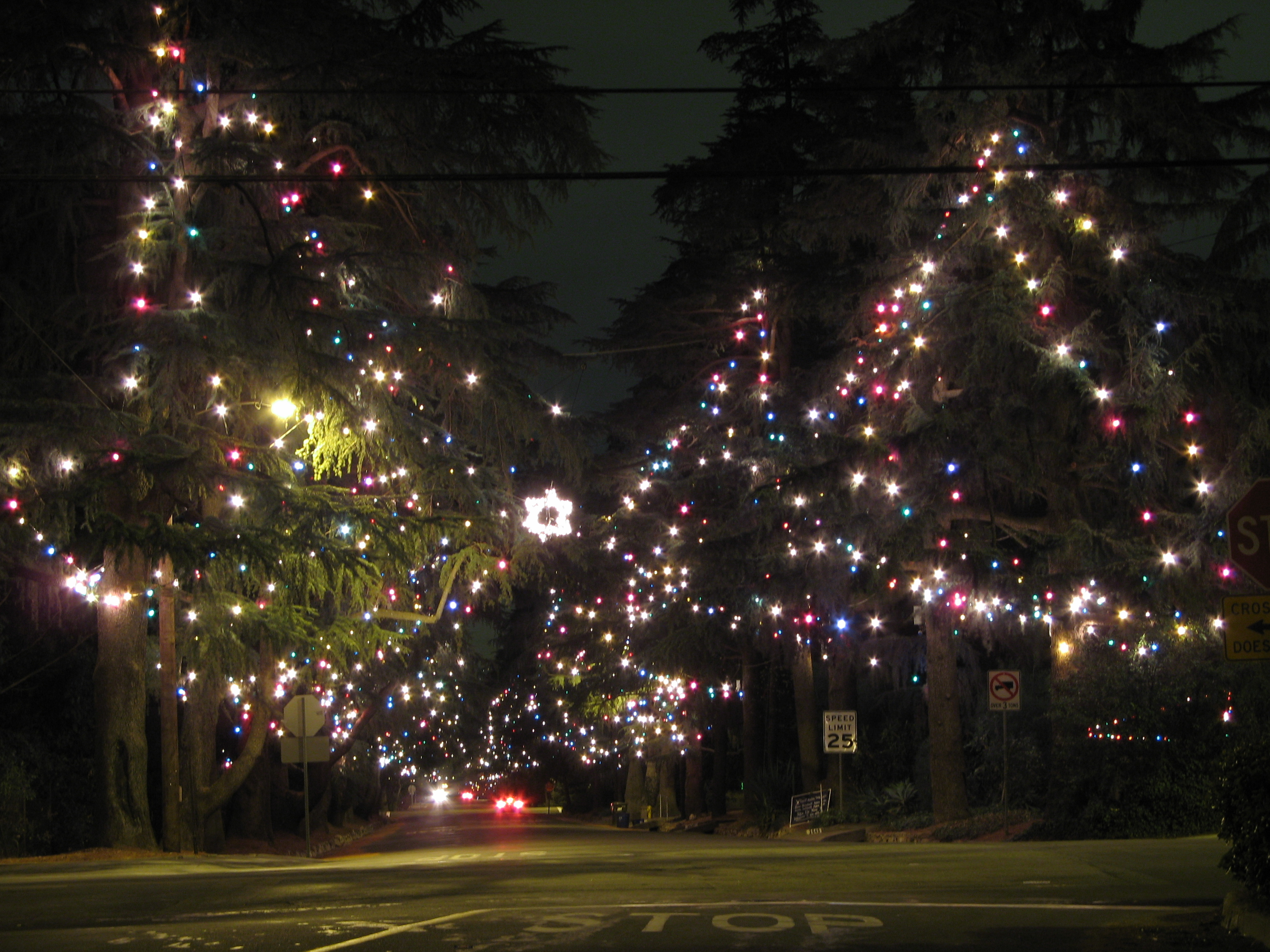
Christmas Tree Lane

Згідно з переписом 2010 року, у переписній місцевості мешкало 42 777 осіб у 15 212 домогосподарствах у складі 10 708 родин. Густота населення становила 1892 особи/км².  Було 15947 помешкань (705/км²).
Расовий склад населення:
| - 52,8 % — білих - 23,7 % — чорних або афроамериканців - 5,4 % — азіатів - 0,7 % — корінних американців - 0,2 % — вихідців з тихоокеанських островів - 11,3 % — осіб інших рас |

До двох чи більше рас належало 5,9 %. Частка іспаномовних становила 26,9 % від усіх жителів.
За віковим діапазоном населення розподілялося таким чином: 22,2 % — особи молодші 18 років, 63,6 % — особи у віці 18—64 років, 14,2 % — особи у віці 65 років та старші. Медіана віку мешканця становила 41,8 року. На 100 осіб жіночої статі у переписній місцевості припадало 93,1 чоловіків;  на 100 жінок у віці від 18 років та старших — 89,2 чоловіків також старших 18 років.
Середній дохід на одне домашнє господарство  становив 117 636 доларів США (медіана — 86 050), а середній дохід на одну сім'ю — 133 089 доларів (медіана — 97 135). Медіана доходів становила 65 253 долари для чоловіків та 60 136 доларів для жінок. За межею бідності перебувало 11,0 % осіб, у тому числі 11,2 % дітей у віці до 18 років та 8,0 % осіб у віці 65 років та старших.
Цивільне працевлаштоване населення становило 22 356 осіб. Основні галузі зайнятості: освіта, охорона здоров'я та соціальна допомога — 29,1 %, науковці, спеціалісти, менеджери — 15,2 %, мистецтво, розваги та відпочинок — 9,4 %, роздрібна торгівля — 7,9 %.

## Інфраструктура

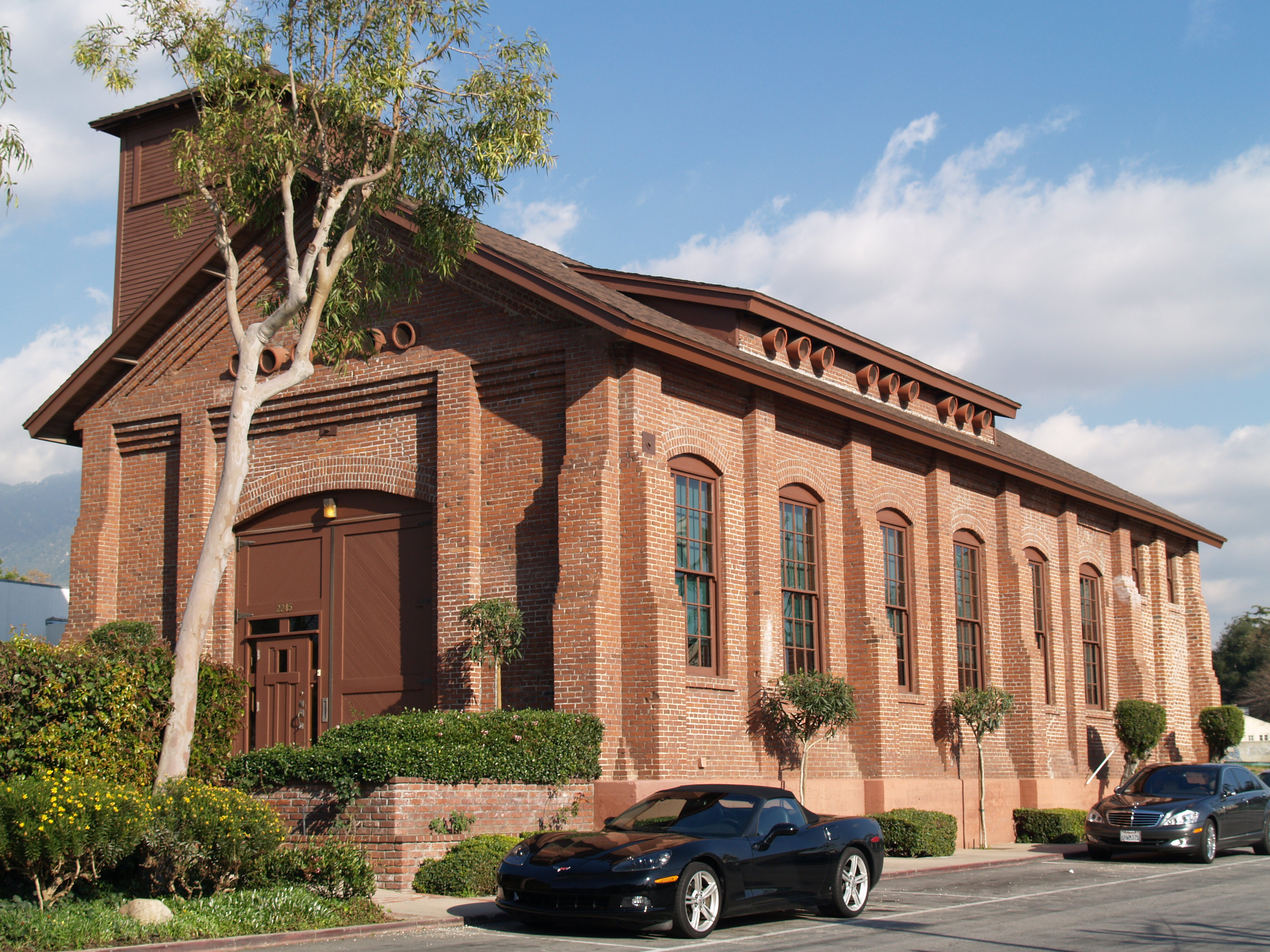
Одна із залізничних станцій

Оскільки Альтадена є територією загальної юрисдикції, то за протидію злочинності в ній відповідає Департамент шерифа округу Лос-Анджелеса (LASD), а питаннями трафіку займається Дорожня поліція Каліфорнії.
Департамент охорони здоров'я округу Лос-Анджелеса працює в Центрі здоров'я Монровії в Монровії, до якого відноситься Альтадена.

## Цікаві факти
Одна з вулиць Альтадени, Christmas Tree Lane, оголошена місцем найстарішої вуличної ілюмінації в США.